# 埃贡·阿德勒
埃贡·阿德勒（德語：Egon Adler，1937年2月18日—2015年1月28日），德国男子自行车运动员。他曾代表德国联队参加1960年夏季奥林匹克运动会自行车比赛，获得公路自行车男子团体计时赛银牌。